# Bofællesskab
Et bofællesskab er et bevidst frembragt minisamfund, der består af fuldt udstyrede private hjem, suppleret med fælles faciliteter. Et bofællesskab er typisk planlagt, ejet og drevet af beboerne. Ofte bygges bofællesskaber fra grunden, da eksisterende byggerier sjældent egner sig til formålet. Den oftest forekommende motivation, for at engagere sig i et bofællesskab, er et ønske om at skabe mere og bedre interaktion i forhold til naboer.
Boligerne ligger ofte tæt og deler et fælleshus, nogle fællesarealer samt andre faciliteter. I fælleshusene er det almindeligt at beboerne skiftes til at lave mad til hinanden. Det er almindeligt at denne fællesspisning er den vigtigste fælles aktivitet. Andre fællesfaciliteter kan være vaskeri, pool, børnerum, kontorer, internetadgang, tv-rum, værksteder, gæsteværelser, sauna eller motionsrum. Termen bofællesskab blev en del af det danske sprog i slutningen af 1960'erne, samtidig med den sammenlignelige term og boform kollektivet. Ordene bliver ofte blandet sammen men reelt har beboere i bofællesskaber egen bolig og kollektiver deler én bolig beboerne imellem.

## Historie
Mens bofællesskabslignende bo- og samlivsformer kendes fra mange kulturer og tidsaldre, voksede den moderne teori omkring det intentionelle bofællesskab frem i Danmark i løbet af 1960'erneinitieret af arkitekt Jan Gudmand-Høyer der samlede familier og individer, som var utilfredse med de eksisterende boformer.De var inspireret af Bodil Graaes kronik i Politiken, 1967 med titlen 'Børn skal have 100 forældre', som kom til at fungere som bevægelsens første skriftlige dokument.
Gudmand-Høyer fulgte op med artiklen Det manglende led mellem utopi og det forældede enfamiliehus i Information, 1968-06-26.
Herved kom det første projekt i gang, som resulterede i to forskellige bofælleskaber da gruppen slittede sig i to: Sættedammen syd for Hillerød, som blev planlagt og bygget fra 1968 til 1972 og Skråplanet i Jonstrup ved Værløse planlagt 1968 og færdigbygget 1973. Oprindelig var de to bebyggelser det samme projekt der hen af vejen splittede sig i to. Snart fulgte en række andre bofællesskaber efter, og inspirationen bredte sig hurtigt ud over landets grænser.
De første bofællesskaber var primært tænkt som en boform der forenede det bedste fra kollektivet med det bedste fra familieboligen. Men fra omkring 1980 blev alternativ energi ofte tænkt med, og arkitekturen ændrede sig fra større villaprægede huse til mindre tæt-lave huse, ofte samlet om fælles gårdarealer og opført som lavenergihuse. Her var blandt andre Overdrevet i Hinnerup og Sol og Vind i Beder to af pionererne - begge udstyret med vindmølle og stort solvarmeanlæg. De er begge fra 1980, og udsprang fra samme projektgruppe.
I dag er der tusindvis af bofællesskaber, spredt over hele kloden, især på den nordlige halvkugle.
De danske bofællesskaber er løst organiseret i foreningen bofællesskab.dk.

## Organisationsform
I Danmark kan bofællesskaber både bygges og eksistere som andelsboliger, almene boliger og ejerboliger, med ejerboligformen som den mest almindelige. Bofællesskabet har typisk et sæt af vedtægter og / eller et idégrundlag, som definerer mål og rammer for fællesskabet.
Andre kollektivbaserede boformer kan være:
- Kollektiv
- Økolandsby
- Delelejlighed
- Beskyttet boligfællesskab for ældre eller handicappede

Den engelske term co-housing gled oprindelig ind i det engelske sprog efter inspiration fra det danske ord bofællesskab. I dag benyttes den engelske term internationalt, og henviser oftest til den danske model

## Media
- https://www.ted.com/talks/grace_kim_how_cohousing_can_make_us_happier_and_live_longer#t-603881